# 南鎌倉高校女子自転車部
『南鎌倉高校女子自転車部』（みなみかまくらこうこうじょしじてんしゃぶ）は、松本規之による日本の漫画。『月刊コミックブレイド』（マッグガーデン）にて2011年8月号より連載開始。同誌がオンライン化してからはWeb上で連載され、2018年10月の配信をもって完結した。公式略称は「みなかま」。元となった作品は、松本がCOMITIAで頒布した、神奈川県鎌倉市を舞台に「自転車」と「少女」を描いたイメージイラスト集『南鎌倉高校女子自転車部』シリーズである。
作画はフルデジタルで行っており、作中に登場する自転車も3Dモデリングで取り込んでいる。これに関して、松本はフリーハンドで描けば勢いも表現できるが、美少女の絵柄の場合、デジタルの方がカッチリしたペンタッチで描けると説明している。
2017年1月から3月までテレビアニメが放送された。このことに関して松本は、連載開始当初からアニメの展開を意識しながら構成したと説明している。
また、メディアミックス展開として舞台化も企画されていたが、諸事情により白紙撤回された。

## ストーリー
長崎市から鎌倉市に引っ越してきた舞春ひろみは、自身が通う女子校の南鎌倉高校の入学式の日に自転車に乗って登校するが、実は自転車に乗れないことを忘れてしまっており、同じく入学式に向かっていた秋月巴に衝突しそうになる。そんなひろみに対して巴は自転車の乗り方を親切に教え、どうにか自転車に乗れるようになったひろみは、自転車という乗り物に興味と楽しさを見出す。時を同じくして、ひろみと巴は比嘉夏海、神倉冬音と出会い、自転車に興味を持つ1年生の仲間同士で、部活動として南鎌倉高校に自転車部を作ることを決める。そんなひろみたちが新設した自転車部に対して学校側が提示した条件は、設立から3カ月の間に部活動としての実績を作ることであった。学校側が考える「実績」が何なのか、暗中模索の状態の中でさまざまな可能性を考えながら、ひろみたちは自転車部としてレースに参加したり、遠くへ走りに行ったりし、またその中でいろんな人と出会いながら、自転車をはじめとするさまざまなことを学んでいく。

## 登場人物
声優は、ドラマCD版 / テレビアニメ版の順で記載。また声優1名だけの記載の場合はテレビアニメ版のみで、ドラマCD版には登場しなかった（または台詞がなかった）ことを示す。

### 南鎌倉高校女子自転車部
舞春 ひろみ（まいはる ひろみ）
声 - 工藤晴香 / 上田麗奈
本作の主人公。誕生日は10月7日。血液型はB型。南鎌倉高校の1年生。
長崎から鎌倉へ引っ越して高校生活を始めるが、乗れるつもりだった自転車に実は全く乗れないことが判明、極楽寺駅前の坂道で暴走状態に陥り、これをきっかけに巴と知り合う。見知らぬ場所や人に対して萎縮することもあるが、基本的には陽気で前向きな性格。運動は苦手だが、長崎で育ったために坂道をさほど苦にせず、基礎体力もある。また責任感が強く、物事を最後まであきらめないタイプ。自転車で勝負した東からは『ぬるぬる頑張るやつ』と評価されている。最初は通学用のママチャリに乗っていたが、後にナイタークリテリウムの優勝賞品としてブリヂストン・アンカー・RFX8（アニメ版ではRL8）のフレームを入手。このフレームに「BAKERY FLAT」の常連客が持ち寄ったパーツを組み込み、「ユニコ」と名前を付けて乗っている。
秋月 巴（あきづき ともえ）
声 - 松井恵理子 / 広瀬ゆうき
眼鏡をかけた少女。誕生日は4月26日。血液型はA型。南鎌倉高校の1年生で、ひろみのクラスメイト。
ひろみとは入学式の日に彼女の慣れない自転車通学がきっかけで知り合い、彼女の自転車乗りの練習に付き合い、無事に乗りこなせるよう指導する。もともとは小説家を志望する文学少女で、運動は得意な方ではないが、ナイタークリテリウムでは自転車部の勝利のために独自に作戦を立案して実行するなど、優れたリーダーシップを発揮。ナイタークリテリウム終了後に自転車部の部長となる。使用バイクはピンク色のジャイアント（アニメ版ではジャイアントの女性用ブランド・Liv）・AVAIL 2で、「モモ」と名前を付けている。
比嘉 夏海（ひが なつみ）
声 - 林沙織（第5巻）→高槻佳奈（第6巻） / 藤原夏海
短髪で褐色の肌を持つ少女。誕生日は2月22日。血液型はB型。南鎌倉高校の1年生。
沖縄の離島出身。写真家の両親は世界を放浪中で、現在は鎌倉市内の知り合いが経営するダイビングショップで下宿生活を送っている。実家の民宿の手伝いをしていたおかげで料理が得意。自転車部では唯一、自転車部発足前から少しだが自転車に親しんでおり、家族に贈られたロードバイクでサイクリングを楽しんでいた。渚のパン屋でパンク修理していたところで冬音と出会い、彼女がロードバイクに興味を持つきっかけとなる。水泳が得意で、東から水泳部へ勧誘されており、これがきっかけでひろみは東と自転車で勝負をすることになる。使用バイクはキャノンデール・SUPERSIX。
神倉 冬音（かみくら ふゆね）
声 - 中島沙樹 / 高森奈津美
逗子市に住む令嬢。誕生日は8月1日。血液型はO型。南鎌倉高校の1年生。
移動手段として執事が運転するリムジンに乗っていたが、土地柄渋滞が起こりがちなことに業を煮やし、自転車に興味を持つ。体力はなく、少し歩いただけで足がつりそうになるほどだが、足がつるまで全力を出し切るほどの頑張り屋、高所恐怖症である。また、頭脳明晰で記憶力が優れている。入院中の姉・零に見せるために、写真を撮っている。使用バイクは電動コンポーネント装備のピナレロ・RAZHA。
サンディ・マクドゥガル
声 - 松田颯水 / 竹内恵美子
アメリカコロラド州出身の金髪の少女。誕生日は12月14日。血液型はO型。南鎌倉高校の1年生で交換留学生。
ナイタークリテリウムにコスプレ部の代理として熊の着ぐるみを着て参加してひろみに惜敗、その後オリエンテーションでひろみにリベンジを挑んだことが切っ掛けで自転車部に同行するようになる。しかし溶け込みが自然すぎて入部というプロセスを経ていなかったことが木崎湖遠征中（アニメ版では部活動認可申請時）に判明し、その場で正式入部となる。日本のアニメや漫画に造詣が深く、日本語も堪能。ナイタークリテリウムでは終始先頭を引っ張るなど、馬力が非常にある。元気で陽気で素直な少女で、コロラドの山中で育ったことからアウトドア全般の知識が豊富。そのため、自転車乗りで最も大事な『無事に家に帰る』ことの重要性も熟知しているが、スピードを出すことや勝負事になるとスイッチが入ってしまい、周囲が見えなくなることがある。使用バイクはアニメ版ではスペシャライズド・ROUBAIX。

### 南鎌倉高校の関係者
森 四季（もり しき）
声 - 生天目仁美 / 渡部紗弓
ひろみと巴が初登校時に出会った南鎌倉高校の新任教師。ひろみと巴のクラス担任で、後に自転車部の顧問にもなる。明るく気さくな性格で、ひろみたちとも親しく接する。自転車部の顧問を引き受ける際に、自分で『自転車以外のことはあまり教えられない』と言い切ってしまい、ひろみたちを不安にさせるが、その自転車については走力も含めて相当の実力者であり、初心者ばかりの自転車部の面々にさまざまな方法で自転車の基礎と楽しさを教えていく。物語終盤でヨーロッパの自転車クラブからの誘いを受けて逡巡するが、ひろみたちに『先生にも自由でいて欲しい』と背中を押されて渡欧する。使用バイクはトレック・MADONE。アニメ版ではニールプライド・NAZARE。
神倉 龍子（かみくら りゅうこ）
声 - 一城みゆ希
南鎌倉高校の校長で、冬音の祖母。神倉財団の理事長も兼務しており、冬音からは『グランマ（アニメ版ではおばあさま）』と呼ばれる。自転車部の前身とも言えるサイクリング倶楽部のOGで、かつてサイクリング倶楽部の部室だった、学校裏の高台にある家を自転車部に部室として提供する。常に笑顔を絶やさないが、素人ばかりの自転車部に3カ月で「実績」を作るように指示するなど、たとえ身内といえども特別扱いはせず、規律には厳しい。
東 浩子（あずま ひろこ）
声 - 葉山いくみ
南鎌倉高校の2年生。水泳部に所属しており、全国大会2位の実績を持つ。かつてはバレーボールの選手だったが、膝を怪我したため水泳に転向する。勝負事が大好きで、ひろみに自転車での登坂勝負を仕掛ける。後にトライアスロンに興味を持つ。
日向 未可子（ひなた みかこ）
声 - 高橋未奈美
南鎌倉高校の2年生。泳ぐことを競技外で楽しむことを目的とした軽水泳部の部長で、浩子とは友達。自転車部に触発され、ナイタークリテリウム後に自分もロードバイクを購入。東と一緒にトライアスロンにも参加する。

### 自転車部の協力者
鳳凰寺 ころね（ほうおうじ ころね）
声 - 明坂聡美 / 久保ユリカ
自転車屋「CYCLE FLAT」とパン屋「BAKERY FLAT」の経営者。店長であり、れっきとした成人女性だが、小学生並みに小柄なうえ、普段から猫耳・しっぽを付けているため、しばしば子供に間違われる。気前がよく、ママチャリしか持っていないひろみにナイタークリテリウム用にロードバイクを無料で貸し出す。
名前の表記はコミック3巻の初登場時やアニメ版のエンドロールでは平仮名表記の「ころね」だが、片仮名表記の「コロネ」になることがあり、表記揺れが見られる（TVアニメ公式サイトでも片仮名表記）。
森 渚（もり なぎさ）
声 - 本多真梨子 / 鬼頭明里
四季の妹で、パン屋「BAKERY FLAT」の店員。近隣のロードバイク乗りのアイドル的存在。自転車屋「CYCLE FLAT」の副店長でもあり、自身もフォーカスのロードバイクに乗る。資格マニアで、作中では大型免許を取得し、自転車部のサポートのために大型のキャンピングカーを運転する。
寿 鶴（ことぶき つる）
声 - 浅倉杏美 / 加隈亜衣
パン屋「BAKERY FLAT」の店員で、南鎌倉高校のOG。眼鏡にそばかす、おさげという出で立ち。ころねや渚が自転車部に付き添っている間は、彼女がパン屋を切り盛りしている（自転車屋は休業する）。自動車に乗ることが好き。時おり四季やころねに直接協力することもあり、安曇野のロングライドの時は強矢をロングライドに参加させるために、鎌倉から彼女の自宅がある白河市まで車で迎えに行き、さらに木崎湖まで送り届けている。
鯖屋（さばや）
声 - 福島潤
「BAKERY FLAT」の常連客。OTOTO電機に勤務しており、電気設備関係に強い。ナイタークリテリウムでは自転車部の追跡にマルチコプターを無線操縦し、また自転車部のサイクルジャージを手配している。

### 他校の自転車部員
風馬 翼（かざま つばさ）
茅ヶ崎市にある、湘南台かもめ高校の1年生。ナイタークリテリウムの動画に触発され、仲間3人で女子自転車部を設立する。運動神経はとても良いが、自転車に関してはひろみたちと同じく初心者。何の策もなくひろみたちが乗るキャンピングカーにこっそり乗り込んで木崎湖まで来てしまうなど、行動は行き当たりばったりだがバイタリティはある。
強矢 あゆみ（すねや あゆみ）
福島県の北白河学園の1年生。自転車部の所属だが、女子の部員は彼女ひとり。南鎌倉高校自転車部に興味を持ち、ひろみたちが体験中のバーチャルトレーニングシステムに乱入、なりゆきでスクラッチで勝負をすることになる。常に冷静で、何事にも効率を重視する。自分に追い付いてきたひろみに興味を示し、風除けに使いつつ、初めてバンクを走るひろみにバンク走行のノウハウを一から叩き込む。四季に乞われて安曇野でのロングライドに参加し、その後も宮古島のセンチュリーライドにも参加するなど、自転車部（特にひろみ）とは接点を多く持つ。

### SOUND-C
南鎌倉FM局の実業団自転車チーム。三浦半島ツーリングの際に行き会う他、「GIRLS CYCLE ADVENTURE TOUR」参加ライセンス試験の教官兼試験官として現れる。
日原 華野（ひばら かの）
声 - 日野まり
「SOUND-C」のリーダー的存在。南鎌倉高校で行われたナイタークリテリウムの主催者であり、実況を務める。他にも各地の自転車関連イベントに参加したり、運営に関わったりしている。過去に福島でバンク走行を披露したことがあり、小学生だった強矢はそれを見て彼女に憧れを抱き、自転車を本格的に始めることになる。
狩野 輪子（かの りんこ）
声 - 高倉有加
「SOUND-C」のメンバー。関西弁でしゃべる。気性は多少荒いが面倒見が良く、三浦半島で行き会った際にはひろみとサンディに自転車の乗車姿勢や漕ぎ方のイロハを教える。
忍野 リリ（おしの リリ）
「SOUND-C」のメンバー。自分の会社で開発中のバーチャルトレーニングシステムのモニターを自転車部に依頼する。

### その他
秋月 結花（あきづき ゆいか）
声 - 福緒唯
巴の妹で、南鎌倉高校の附属中学に通っている。入学直後のひろみが迷子になった際に一度出会っている。イラストやデザインが得意で、自転車部のサイクルジャージのデザインを手がける。活発でしっかり者。
神倉 零（かみくら れい）
声 - 浜崎奈々
冬音の姉。大学生。事故で大怪我を負って入院中で、車椅子に乗っている。一見するとおしとやかな美人だが実際は非常に活動的で、南鎌倉高校在学時にも数々の武勇伝を残している。冬音に『冬音自身の足でたどり着き、自分の目で見た景色を私に見せて欲しい』と言っており、冬音が自転車に乗る動機のひとつとなっている。
徐静媛（スー ジンユア）
声 - 藤原夏海
アニメ版の特別編に登場する、修学旅行下見のために行った台湾の現地ガイド。褐色の肌である以外は夏海と瓜二つ。以前東京の大学に通っていたことがあり、数ヶ国語を話せる。自転車でヨーロッパ一周する夢があり、そのためアルバイトをしている。部員たちとも仲良くなり、自転車部のサイクルウェアを贈られている。

## 書誌情報
- 松本規之 『南鎌倉高校女子自転車部』 マッグガーデン〈BLADE COMICS〉、全11巻
  1. 2012年1月10日発売 ISBN 978-4-86127-931-7
  2. 2012年8月10日発売 ISBN 978-4-8000-0028-6
  3. 2013年3月9日発売 ISBN 978-4-8000-0104-7
  4. 2013年10月10日発売 ISBN 978-4-8000-0217-4
  5. 2014年6月3日発売 ISBN 978-4-8000-0319-5
    - 5巻 ドラマCD付き初回限定版 ISBN 978-4-8000-0316-4

  6. 2014年12月10日発売 ISBN 978-4-8000-0382-9
    - 6巻 ドラマCD付き初回限定版 ISBN 978-4-8000-0375-1[4]

  7. 2015年8月10日発売 ISBN 978-4-8000-0488-8
  8. 2016年4月9日発売 ISBN 978-4-8000-0554-0
  9. 2017年1月10日発売 ISBN 978-4-8000-0643-1
    - 9巻 初回限定版 ISBN 978-4-8000-0642-4

  10. 2017年11月10日発売 ISBN 978-4-8000-0730-8
  11. 2018年12月10日発売 ISBN 978-4-8000-0813-8

## オリジナルソング
第2巻の発売とともにオリジナルソングが制作され、メロンブックスの第2巻購入特典CDに収録された。プロデュースは同人音楽サークル、幽閉サテライト。

## テレビアニメ
2015年8月11日にアニメ化が発表され、2017年1月から3月まで、AT-X、テレビ神奈川ほかにて放送された。本編全12話に加えて特別編として1エピソードが作られており、全13話構成。ストーリーはおおむね漫画と同様だが、第12話と特別編はアニメオリジナルのエピソードとなっている。特別編は、AT-Xでは同年4月に放送された（当初は同年3月31日の放送予定であったが、延期された）。
キービジュアルでは江ノ電・極楽寺駅前に佇むヒロインたちが描かれている。自転車については、ブリヂストンサイクルをはじめとしてミヤタサイクル、ジャイアント・ピナレロ・キャノンデール・スペシャライズド・ニールプライドの各日本法人の協力を得ており、実物と同名・同型の自転車が登場している。

### スタッフ
- 原作 - 松本規之（マッグガーデン『コミックブレイド』連載）
- 監督 - 工藤進
- シリーズ構成 - 砂山蔵澄
- 自転車監修 - 岡本英樹
- キャラクターデザイン・総作画監督 - 大木良一
- 美術設定 - 柴田千佳子
- 美術監督 - 黒田友範
- 色彩設計 - 鈴城るみ子
- 撮影監督 - 黒澤豊
- 編集 - 近藤勇二
- 音響監督 - 渡辺淳
- 音楽 - Arte Refact
- 音楽制作 - エグジットチューンズ
- 音楽プロデューサー - 江尻哲也
- 企画 - 奥本真一郎、Joe Teng、真木太郎、ビンセント・ショーティノ、中村直樹、中瀬桂子、保坂嘉弘
- プロデューサー - 椚山英樹、徐小瀧、浅賀孝郎、芦立春貴、濱田啓路、前坂栄司、施忠
- アニメーションプロデューサー - 松倉友二、安部正次郎
- プロデュース - GENCO
- アニメーション制作 - J.C.STAFF、A.C.G.T
- 製作 - 「南鎌倉高校女子自転車部」製作委員会（ダックビル・エンタテイメント、NADA HOLDINGS、GENCO、クランチロールSCアニメファンド、エー・ティー・エックス、マイシアターD.D.、上海天譚文化傅媒有限公司）

### 主題歌
オープニングテーマ「自転車に花は舞う」
作詞・作曲 - 田中シンヤ / 編曲 - 久下真音 / 歌 - A応P
アニメ放送と同時期の2017年3月に臨海セミナーのCM曲としても使用され、秋月巴役の広瀬ゆうきが出演している。
エンディングテーマ「にじゆめロード」
作詞 - 164 / 作曲 - Ryu* / 編曲 - Mitsuyasu Yanagita / 歌 - いかさん

### 各話リスト
| 話数          | サブタイトル                   | 脚本     | 絵コンテ   | 演出     | 作画監督           |
| ------------- | ------------------------------ | -------- | ---------- | -------- | ------------------ |
| #1            | 入学式ッ！                     | 砂山蔵澄 | 工藤進     | 工藤進   | 古澤貴文           |
| #2            | 鎌倉探索にGo！                 | 砂山蔵澄 | 工藤進     | 岩月甚   | 小倉恭平           |
| #3            | 女子自転車部、はじめます！     | 砂山蔵澄 | 羽多野浩平 | 岩月甚   | 小倉恭平、松本文男 |
| #4            | 夏海ちゃんはわたさない！       | 冨田頼子 | 工藤進     | 鎌仲史陽 | 古澤貴文           |
| #5            | 自転車を選ぶのってむずかしい？ | 冨田頼子 | 岩月甚     | 岩月甚   | 岡辰也             |
| #6            | はじめてのレース！             | 砂山蔵澄 | 岡本英樹   | 永居慎平 | 植田羊一           |
| #7            | わたしにできること？           | 砂山蔵澄 | 岡本英樹   | 工藤進   | 小倉恭平           |
| #8            | みんなと一緒に！               | 砂山蔵澄 | 鎌仲史陽   | 鎌仲史陽 | 小倉恭平           |
| #9            | クマさんからの挑戦状！？       | 冨田頼子 | 冨永恒雄   | 岩月甚   | 岡辰也             |
| #10           | 輪行で行こう！                 | 冨田頼子 | あきとし   | 永居慎平 | 大河内忍、植田羊一 |
| #11           | 自転車って、ふしぎ             | 冨田頼子 | あきとし   | 高島大輔 | 古澤貴文           |
| #12           | 道はまだまだつづいてる         | 砂山蔵澄 | 平池芳正   | 冨永恒雄 | 松本文男           |
| #13（特別編） | 来たよ、台湾！！               | 砂山蔵澄 | 工藤進     | 岩月甚   | 古澤貴文、小倉恭平 |

### 放送局
| 放送期間                            | 放送時間                                               | 放送局     | 対象地域 | 備考                                 |
| ----------------------------------- | ------------------------------------------------------ | ---------- | -------- | ------------------------------------ |
| 2017年1月7日 - 3月25日2017年4月30日 | 土曜 0:00 - 0:30（金曜深夜）特別編：日曜 19:35 - 20:00 | AT-X       | 日本全域 | 製作参加 / CS放送 / リピート放送あり |
| 2017年1月10日 - 3月28日             | 火曜 1:35 - 2:05（月曜深夜）                           | テレビ大阪 | 大阪府   |                                      |
| 2017年1月11日 - 3月29日             | 水曜 1:00 - 1:30（火曜深夜）                           | tvk        | 神奈川県 | 作品の舞台地                         |
| 2017年1月12日 - 3月30日             | 木曜 2:35 - 3:05（水曜深夜）                           | テレビ愛知 | 愛知県   |                                      |
| 2017年2月12日 - 4月30日             | 月曜 1:50 - 2:20（日曜深夜）                           | 熊本放送   | 熊本県   |                                      |

| 配信開始日    | 配信時間                   | 配信サイト |
| ------------- | -------------------------- | --- |
| 2017年1月10日 | 火曜 22:00 - 22:26         | AbemaTV 新作アニメch                                                                                             |
|               | 火曜 22:30 更新            | Google Play アクトビラ RakutenShowtime （現Rakuten TV） ひかりTV Amazonビデオ HAPPY!動画 GYAO!                   |
| 2017年1月11日 | 水曜 0:00（火曜深夜） 更新 | PS Store |
|               | 水曜 10:00 更新            | videx DMM |
|               | 水曜 12:00 更新            | ムービーフルPlus                                                                                                 |
| 2017年1月12日 | 木曜 0:00（水曜深夜） 更新 | TSUTAYA TV |
| 2017年1月13日 | 金曜 12:00 更新            | アニメ放題 ニコニコ動画 ビデオマーケット バンダイチャンネル ひかりTV dアニメストア Amazonプライム・ビデオ U-NEXT |
|               | 金曜 22:30 - 23:00         | ニコニコ生放送                                                                                                   |
| 2017年1月14日 | 土曜 0:00（金曜深夜） 更新 | ビデオパス J:COMオンデマンド                                                                                     |
| 2017年1月27日 | 金曜 12:00 更新            | Netflix |

| 配信日        | 配信時間           | 配信サイト |
| ------------- | ------------------ | --- |
| 2017年5月15日 | 月曜 22:00 - 22:26 | AbemaTV 新作アニメch |
| 2017年5月18日 | 木曜以降順次更新   | Amazonビデオ Amazonプライム・ビデオ DMM dアニメストア Google Play GYAO! HAPPY!動画 J:COMオンデマンド Netflix RakutenShowtime TSUTAYA TV U-NEXT videx アクトビラ アニメ放題 ニコニコ動画 ニコニコ生放送 バンダイチャンネル ひかりTV ビデオパス ビデオマーケット ムービーフルPlus |

### BD / DVD
| 巻     | 発売日        | 収録話          | 規格品番   | 規格品番   |
| 巻     | 発売日        | 収録話          | BD         | DVD        |
| ------ | ------------- | --------------- | ---------- | ---------- |
| 1      | 2017年4月12日 | 第1話 - 第3話   | BSTD-09671 | DSTD-09671 |
| 2      | 2017年5月10日 | 第4話 - 第6話   | BSTD-09672 | DSTD-09672 |
| 3      | 2017年6月14日 | 第7話 - 第9話   | BSTD-09673 | DSTD-09673 |
| 4      | 2017年7月12日 | 第10話 - 第12話 | BSTD-09674 | DSTD-09674 |
| 特別編 | 2017年8月9日  | 特別編          | BSTD-09675 | DSTD-09675 |

### CD
- TVアニメ「南鎌倉高校女子自転車部」キャラクターソングスコレクション かまコレ（2017年4月19日発売、QWCE-00628）

## ゲーム

### 体感型ゲーム
ナゾトキアドベンチャー× アニメ 南鎌倉高校女子自転車部「聖地巡礼謎解きツアー！」〜紹介します、わたしたちの街！〜
2017年3月18日〜3月26日、4月22日〜4月23日、5月13日〜6月4日にかけて神奈川県鎌倉市内を開催地とした体感型ゲーム（当初は3月26日までだったが、6月4日まで追加延長した）。主催：エグジットチューンズ株式会社、制作：株式会社バッドニュース、協力：南鎌倉高校女子自転車部製作委員会／カマコン®、後援：鎌倉市観光協会。ゲームキットを購入し、鎌倉市内を回遊しながら謎を解く。

### アーケードゲーム
三国志大戦
セガ・インタラクティブのアーケードゲーム。 2018年9月より、本作の舞春ひろみをモデルにした花鬘が登場している。声はアニメ版と同じく上田麗奈が担当。